# Tibetaanse melkthee
Tibetaanse melkthee is een theedrank die in Tibet vooral gedronken wordt in de steden en door nomaden die veeteelt in Tibet bedrijven.
De melkthee is in Tibet pas sinds het begin van de 20e eeuw bekend. Deze bereiding werd door Tibetaanse moslims en islamitische handelsreizigers meegenomen. In de jaren twintig werden de eerste theehuizen in de hoofdstad Lhasa geopend; deze waren echter voorbehouden aan de bovenste klassen van de bevolking en werden tot in de jaren tachtig voornamelijk bezocht door mannen.
De thee wordt net als bij Tibetaanse boterthee in een ketel opgekookt, in dit geval met suiker en melk.

## Geschiedenis
Thee werd voor de 10e eeuw in Tibet geïntroduceerd, maar kwam pas in algemeen gebruik in de tijd van de sakyadominatie en de regering van Koeblai Khan in de 13e eeuw. Tijdens het vroege deel van de bestuur door de dalai lama's was de handel in thee een regeringsmonopolie en in de eerste helft van de 20e eeuw werd de handel steeds verder geopend.
Een andere lezing schrijft de introductie van thee in Tibet toe aan de Chinese prinses Wencheng die in het jaar 641 als vrouw van de heerser Songtsen Gampo naar het Tibetaanse hof kwam.